# Guido Meregalli
Pour les articles homonymes, voir Meregalli.
Guido Meregalli, né en 1894 et décédé en 1959 à 65 ans, était un pilote automobile italien.

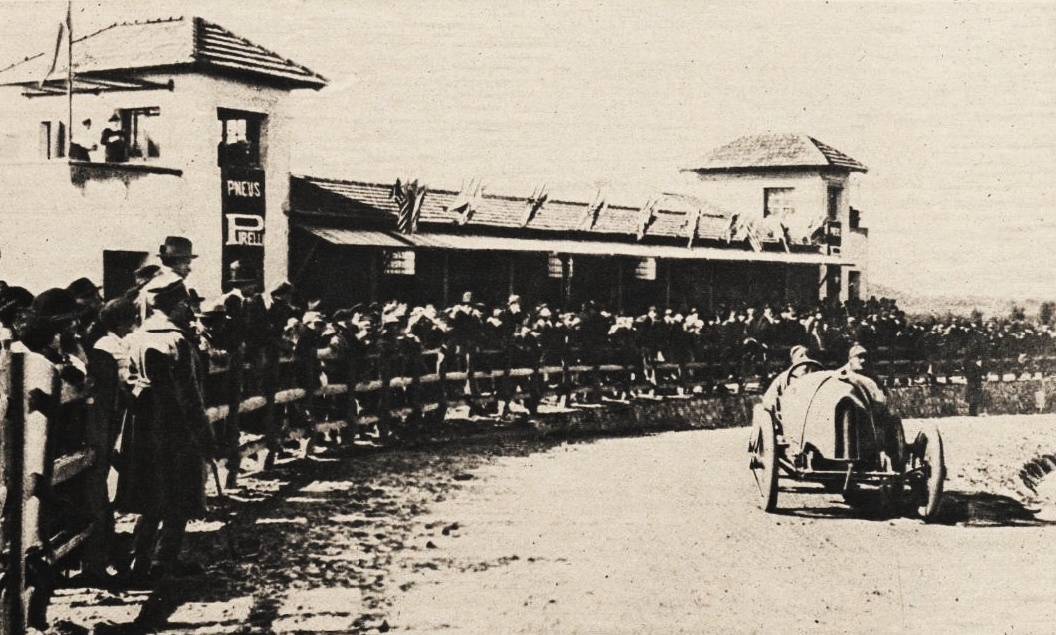
Guido Meregalli vainqueur de la Targa Florio 1920 sur voiture Nazzaro.

## Biographie
Sa carrière en compétition automobile s'étala de 1920 (Circuit de Mugello) à 1926 (Grand Prix d'Italie). 
En 13 courses il obtint 4 victoires, et fut vainqueur dès sa deuxième apparition de la Targa Florio.
Lors de la Coppa Florio 1922 il fut accidenté avec une Diatto GP305, entraînant le décès de son mécanicien Giuseppe Giacchino près du village de Sclafani Bagni (Palerme).
Il termina son parcours en sports mécaniques sur Maserati 26 (8C-1.5L), comme pilote de réserve.

## Palmarès
Grand Prix (4):

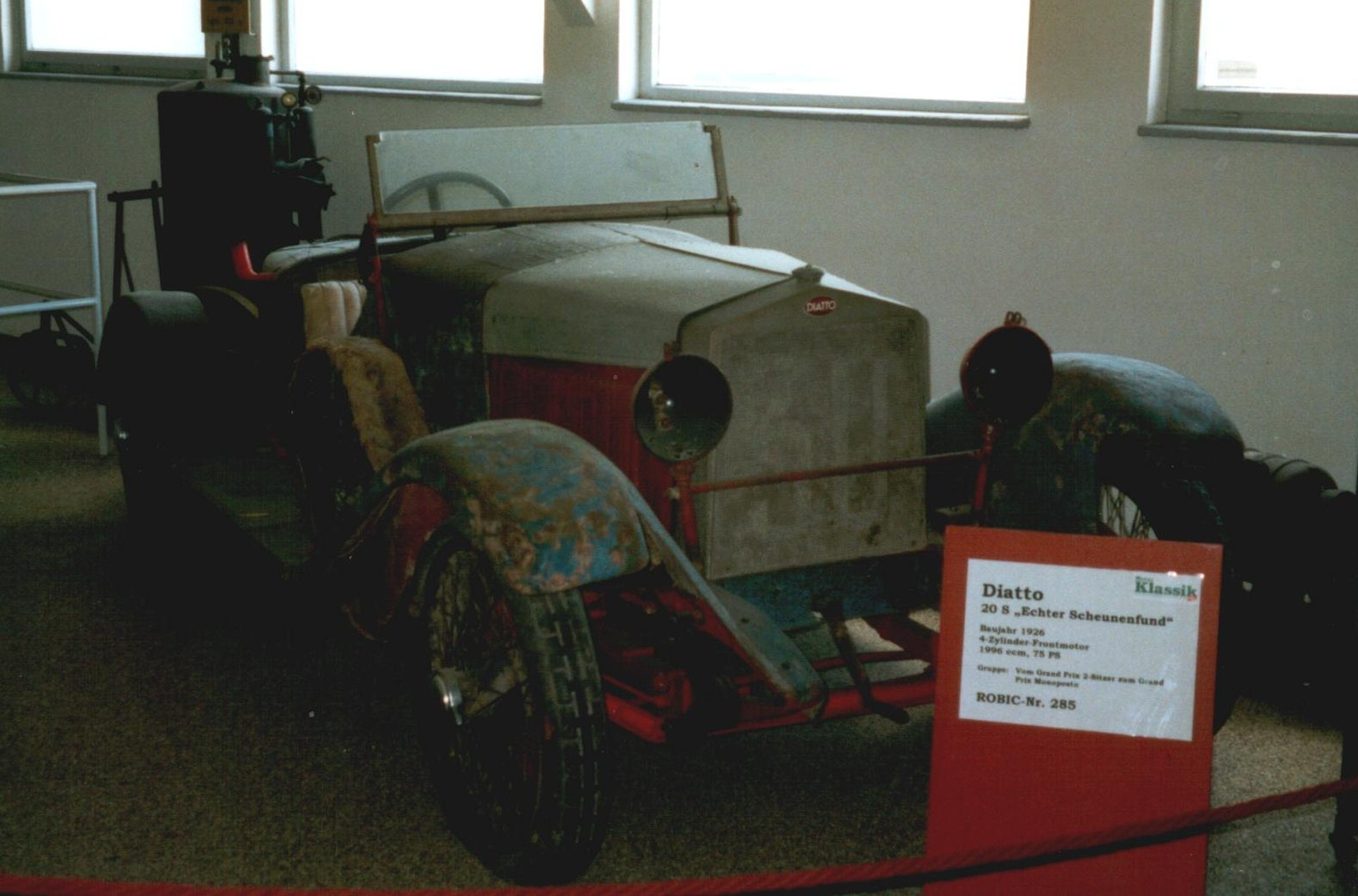
Une Diatto 20 S non restaurée.

- Targa Florio en 1920, sur Nazarro GP 4.5L.;
- Grand Prix de Garde en 1922, 1923, et 1924 (meilleur tour), sur Diatto Tipo 20 2L. 4 cylindres (puis 2 fois en version S).